# Tezaurul Kfar Monash
Tezaurul Kfar Monash este un tezaur de obiecte metalice datate din epoca timpurie a bronzului (mileniul iii î.Hr.) găsit în primăvara anului 1962 de agricultorul Zvi Yizhar în Kfar Monash, Israel. Kfar Monash este situat la 3,3 km sud-est de Tel Hefer (Tell Ishbar) în Câmpia Sharon sau în termeni moderni la 9 km/6 mi nord-est de Netanya, care este situat aproximativ de-a lungul coastei israeliene între Netanya și Haifa.
Tezaurul Monash este format din:
| obiect                | număr  |
| --------------------- | ------ |
| Topoare               | 6      |
| Tesle mici            | 7      |
| Tesle mari            | 4      |
| Dălți                 | 3      |
| --bare pătrate        | (2)    |
| --bare circulare      | (1)    |
| Ferăstrău             | 1      |
| Cuțit mic             | 1      |
| Cârlig de rufe        | 1      |
| Semilună              | 1      |
| Cuțite lungi curbate  | 2      |
| Vârfuri de suliță     | 4      |
| Pumnale               | 4      |
| Cap de buzdugan       | 1      |
| Plăci de cupru        | 800    |
| Oglindă de argint?    | 1      |
| Mărgele de carnelian? | Câteva |
|                       |        |
| Cap de topor semilună | 1      |

Capul de topor semilună a fost găsit aproximativ 5 ani mai târziu, la aproximativ 200m distanță.
În iunie 2006, Tezaurul Kfar Monash a fost expus în Muzeul Israelului.

## Identificarea celor 800 de plăci de cupru
Au existat idei contradictorii cu scopul celor 800 de plăci de cupru. Deși s-a presupus că acestea sunt plâcuțe de armură de la o unitate a armatei egiptene, așa cum a propus arheologul Shmuel Yeivin, reevaluările recente au confirmat această afirmație. Arheologul William A. Ward a propus ca plăcuțele să fie mijloace de troc sau o rezervă de aprovizionare cu metal din zona siro-palestiniană. Ward a ajuns la această concluzie prin mai multe dovezi: plăcuțele nu erau atașate la nicio jachetă, armura corpului nu a fost în general folosită de egipteni până în Noul Regat, cuprul era încă foarte rar, iar plăcile erau prea subțiri pentru armura corpului.